# Jerzy Błażej Mazik
Jerzy Błażej Mazik (ur. 1932, zm. 8 sierpnia 2019) – polski żeglarz, filatelista i działacz społeczny.

## Życiorys
Był prezesem Yacht Clubu Częstochowa, autorem publikacji nt. historii żeglarstwa jachtowego i jeszcze po 2000 r. brał udział w regatach. Filatelistyką zajmował się w 1945 r., jego specjalnością były druki i stemple z połowy XIX w. W 2013 r. opublikował książkę O częstochowskich pocztach lat minionych opowieści. W 1969 r. zorganizował oddział Polskiego Związku Filatelistów w Częstochowie i był jego pierwszym prezesem. W 2007 r. Poczta Polska wydała kartkę pocztową z jego zdjęciem z okazji jego 75. urodzin.
Zmarł 8 sierpnia 2019 r.